# Dicamptus gracilis
Dicamptus gracilis là một loài tò vò trong họ Ichneumonidae.